# Nissan Xterra

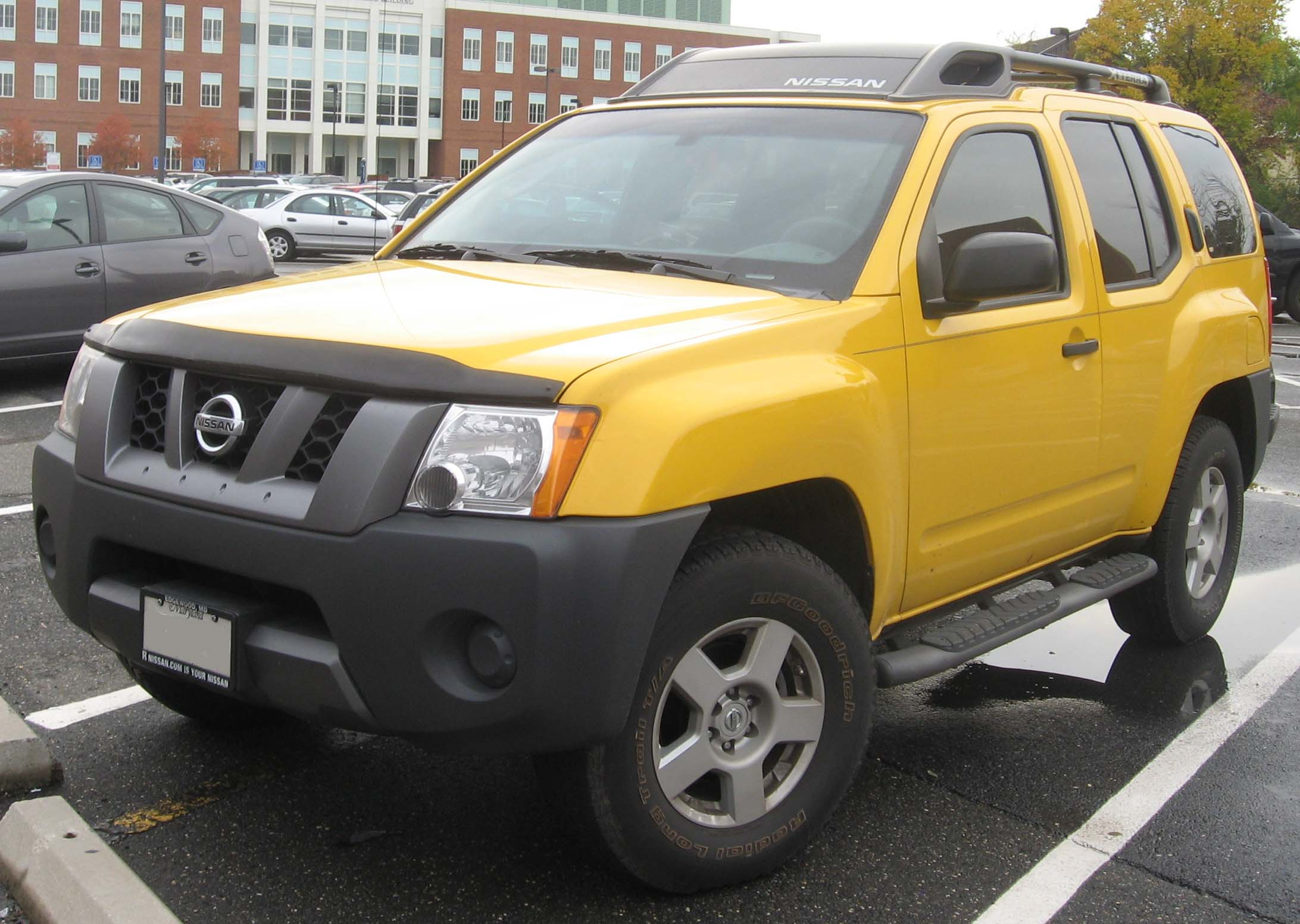
Nissan Xterra seconda serie

Il Nissan Xterra è un fuoristrada prodotto dalla casa automobilistica giapponese Nissan Motor dal 1999 al 2015 in due generazioni, la prima (1999-2004) e la seconda (2005-2015) realizzata sulla base della coeva Nissan Frontier.
La Xterra è stata prodotta negli Usa a Smyrna nel Tennessee e a Canton nel Mississippi, in Brasile e Cina.
Sviluppato al centro Nissan Design America di La Jolla, California, la Xterra è stato il primo veicolo Nissan completamente concepito, sviluppato e prodotto negli Stati Uniti.